# 马佳氏
马佳氏（穆麟德轉寫：Magiya hala），或譯作瑪佳氏，是满族姓氏，为满族八大姓之一。系出费莫氏，因其始祖马穆敦移居马佳地方，遂以地为氏，与留居的费莫氏近祖格恩特衣为兄弟关系。另外，还有“马佳、富察、费莫三姓不能通婚”的说法。马穆敦生子黑德莫尔根，黑德莫尔根生子十九人，有名者十人，被马佳氏后人尊为三世各支系之祖。明末清初之际，主要定居于绥分、马佳、穆丹、罗山、嘉木湖、宁古塔、嘉理库、沈阳等地，于后金崛起时先后归附。清朝时期，以三藩之乱中建功的一等忠达公图海家族最为显赫。民国以后，马佳氏多以马、金等为汉姓。

## 清代世家

### 马穆敦后裔

#### 瑚石家族
正黄旗瑚石世居绥分，为马穆敦五世孙、三世五祖光文曾孙，早年归附清太祖努尔哈赤。其孙席巴理、鼐格均官至内务府总管。曾孙图海初任内秘书院学士，遇恩诏授骑都尉，升内弘文院大学士、议政大臣，任定西将军在湖广等地与农民军作战屡立战功，授一等轻车都尉。三藩之乱初期，察哈尔布尔尼同时举兵，图海督师平叛，优授一等男，此后任抚远大将军、大学士平定王辅臣之乱，加封三等公，还京后任中和殿大学士、吏部尚书加太子太傅，身后配享太庙，赠一等忠达公。其子诺敏承袭三等公，任都统刑部尚书兼佐领，诺敏之子马尔赛袭爵后晋为一等公，历任都统、领侍卫内大臣、武英殿大学士、抚远大将军，后因事获罪，其弟马礼善承袭一等公历任都统、刑部尚书兼佐领。此后，马礼善之子马贤、马赟等相继袭爵。瑚石曾孙张屯任佐领，征朝鲜、锦州有功，授骑都尉，后考察称职授三等轻车都尉，于前屯卫之战负伤而死，其子图勒慎袭职后入关击败农民军有功，授为二等轻车都尉，其亲兄罗托袭职后三遇恩诏加至三等男，从征江西、浙江舟山有功晋二等男。其子罗思汉、孙佛保、曾孙朝阳等袭职时。朝阳承袭时改为一等轻车都尉世职，任翰林院侍讲学士。
| 順序 | 姓名   | 最高官職                                                              | 諡號 | 任期          | 備註                                                                         |
| ---- | ------ | --------------------------------------------------------------------- | ---- | ------------- | ---------------------------------------------------------------------------- |
| 1    | 圖海   | 太子太傅、議政大臣、中和殿大學士 吏部尚書、撫遠大將軍、滿洲正黃旗都統 | 文襄 | 1676年-1681年 | 因平察哈爾部、王輔臣等功，爵至三等公 1722年追封一等公 1731年定封號為「忠達」 |
| 2    | 諾敏   | 禮部尚書                                                              |      | 1682年-1693年 | 圖海之子                                                                     |
| 3    | 馬爾賽 | 領班軍機大臣、領侍衛內大臣、鑾儀衛掌衛事內大臣 武英殿大學士、吏部尚書 |      | 1693年-1732年 | 征準噶爾部延誤軍機被斬 諾敏長子                                              |
| 4    | 馬禮善 | 署刑部尚書、鑲紅旗滿洲都統                                            |      | 1732年-1733年 | 馬爾賽之弟                                                                   |
| 5    | 馬賢   | 散秩大臣、署鑲黃旗漢軍都統                                            |      | 1733年-1740年 | 馬禮善之子                                                                   |
| 6    | 馬贇   | 散秩大臣                                                              |      | 1740年-1753年 | 馬賢之弟                                                                     |
| 7    | 特通額 | 葉爾羌領隊大臣                                                        |      | 1753年-1786年 | 馬贇從弟、郡主額駙                                                           |
| 8    | 隆福   |                                                                       |      | 1786年-1844年 | 特通額承繼子                                                                 |
| 9    | 德興   |                                                                       |      | 1844年-1883年 | 隆福之子                                                                     |
| 10   | 恩輝   |                                                                       |      | 1883年-1911年 | 德興之子 清朝滅亡，世系終結                                                  |

#### 其余支系

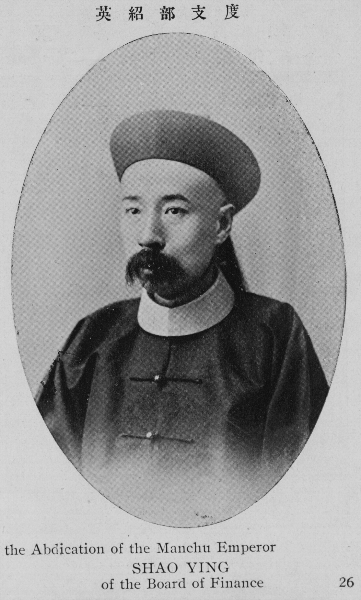
绍英为三世三祖奇普图十三世孙

镶黄旗赫东额世居马佳，为马穆敦五世孙、三世二祖穆克善曾孙。早年同亲弟尼玛禅率五十五户归附，赫东额授扎尔固齐，尼玛禅授备御。赫东额从征哈达、辉发、乌喇、札鲁特、叶赫等屡立战功，授一等男，由尼玛禅承袭，因事革去男爵，仍留任备御，于大凌河之役伤重而死，其长子温都理历任备御，陵寝总管。赫东额长子雅希禅授骑都尉，不久任扎尔固齐，其子恭衮任佐领。雅希禅从征界凡、辽东有功授三等男，因事降为一等轻车都尉。其子恭衮袭一等轻车都尉，任参领，后因事拆分一骑都尉与其弟讷尔特承袭，故改袭骑都尉，从征黑龙江因病卒于军中，其弟拉都浑承袭，于中后所阵亡，赠一云骑尉世职。拉都浑之子鄂尔弼、噶尔弼、曾孙福僧额等先后承袭。讷尔特分袭骑都尉后从征锦州、大同、北京、山东，历任副都统、刑部侍郎，于武定州阵亡，赠三等轻车都尉世职，其子讷新、洪海、孙巴努达、曾孙瑚彰阿、元孙塞克图等先后承袭。
镶黄旗昇寅为马穆敦之孙三世三祖奇普图十一世孙，官至礼部尚書，其孙绍英为末代内务府总管。
镶蓝旗郎塞与瑚石等人为同族兄弟，早期同亲弟郎吉达归附，郎塞授骑都尉、郎吉达授佐领。郎塞从征乌喇有功，后于商颜哈达眼部受重伤，授二等轻车都尉世职。
镶白旗对齐巴为马穆敦后裔，其亲弟之孙格尔苏从征浙江、福建等地有功授云骑尉世职。
正红旗罗尔机亦为马穆敦后裔，其曾孙遂哈达任护军校，从征云南立功，授云骑尉世职。
正黄旗塔兰珠世居穆丹，为马穆敦后裔，归附后任前锋参领，其四世孙阿什坦从征锦州，后于前屯卫首先登城阵亡，赠骑都尉，因无嗣，由其兄绥兰承袭，从征山海关、湖南、福建、察哈尔等地有功，兼遇恩诏加至二等男，其子百岁、孙佛赫德等先后袭职，佛赫德承袭时改为一等轻车都尉世职。塔兰珠之五世孙胡什穆官至都统、席柱官至工部尚书、莽吉图任护军校从征北京、山东、潼关等地有功，授云骑尉世职。
正蓝旗尼喀理世居宁古塔，为马穆敦后裔，其孙吴纳汉任护军参领，从征四川，于槐树驿阵亡，赠云骑尉世职，其孙吴尔赛、曾孙迈兰等相继承袭。

### 其他
正白旗锡哈巴克什世居绥分，任佐领，其子布丹为启心郎因考绩授骑都尉，定鼎燕京时加一云骑尉，又以考察称职授三等轻车都尉，两遇恩诏加至一等轻车都尉，因监修社稷坛奉先殿再加一云骑尉，官至工部侍郎。其孙葛尔贝袭职后于三藩之乱中从征江西、广东、云南有功，优授为二等男，因事革爵停袭。锡哈巴克什曾孙富喀任上驷院大臣兼佐领，因效力年久授骑都尉世职。锡哈巴克什叔祖博克占元孙布色任护军校从征云南，入缅擒获永历帝有功，后于陕西秦州阵亡，赠云骑尉世职。
正黄旗敦柱之子伊古礼从征北京、山东，于赵州之战首先登城，赐巴图鲁号，授骑都尉兼一云骑尉，因无嗣，其亲兄之子博垒袭职，遇恩诏授为三等轻车都尉。博垒之子浩善袭职后从征察哈尔布尔尼有功，授二等轻车都尉，其子赫色、塞楞泰等相继袭职。赫色承袭时改为三等轻车都尉，塞楞泰再改为骑都尉兼一云骑尉世职。
正黄旗格克特天聪时归附，其孙屯泰从征大凌河、北京、山东，于潍县之战首先登城，赐巴图鲁号，授骑都尉世职。
正白旗包衣达进之子穆成额任四品官，以做事勤劳授云骑尉世职。达进之孙阿布拉任光禄寺卿。
镶蓝旗包衣胡什巴世居马佳，任佐领，其孙翁果岱任佐领，从征浙江于太平山等处立功，授云骑尉世职，官至参领。
正蓝旗穆哈连世居罗山，其孙衮泰从征北京、山东，攻沂水县首先登城，赐巴图鲁号、授骑都尉，入关时击败农民军有功，加一云骑尉世职。
镶黄旗珠英额世居嘉木湖，曾孙潘赛任护军校，从征陕西王辅臣、厄鲁特噶尔丹有功授为骑都尉世职；四世孙松格为武进士。
正黄旗德什库世居嘉理库城，天聪时归附，其五世孙德成任委署前锋参领，定藏著有劳绩，授云骑尉世职，官至歩军副尉。
镶红旗颜泰、蒙武岱世居沈阳。颜泰之子安泰从征察哈尔布尔尼有功，授云骑尉世职；蒙武岱之孙塞特理从征准噶尔阵亡，赠七品官由其子久勒袭职。
汉军镶黄旗马成龙世居太原，天聪时期归附，直系后裔世代担任庄头直至清末，并按满洲习俗改称马佳氏。